# Slaget ved Dieppe
Slaget ved Dieppe (Diepperaidet eller Operation Jubilee) var et allieret angreb mod den tyskbesatte nordfranske by Dieppe ved Atlanterhavskysten under 2. verdenskrig. Oprindeligt hed angrebet Operation Rutter. Planlægningen begyndte den 25. april 1942 og træningen den 20. maj 1942. Den 10. juli 1942 omdøbtes planen til Operation Jubilee. Den 19. august 1942 angreb omkring 6.000 allierede den stærkt befæstede kyst. De var hovedsageligt canadiere under kommando af General J.H. Roberts og med støtte fra Royal Navy og Royal Air Force. Målet var at erobre en større havn, få erfaring med en landgang, tage fanger og få efterretninger om tyskernes forsvar af Atlanterhavskysten med henblik på en senere større landgangsoperation. Og at lokke det tyske luftvåben, Luftwaffe, ud i en større kamp, hvor den overlegne allierede luftstyrke  kunne decimere tyskernes flystyrker kraftigt.
Raidet blev af de fleste vurderet til at være en enorm taktisk og militær fiasko. Ingen af de overordnede mål blev nået, 3.623 af de i alt 6.086 landsatte soldater blev dræbt eller taget til fange, de allieredes luftvåben fik ikke lokket Luftwaffe i kamp, men mistede 119 fly og den britiske flåde mistede 555 mand. Katastrofen ved Dieppe var en vigtig forudsætning for de allierede invasionsplaner og indgik i overvejelserne omkring Operation Overlord, også kendt som D-Dag.